# Tony Maudsley
Tony Maudsley (Kirkby (Knowsley), 30 januari 1968) is een Brits acteur.

## Biografie
Maudsley studeerde aan de Royal Welsh College of Music & Drama in Cardiff waar hij in 1994 zijn diploma haalde.
Maudsley begon in 1995 met acteren in de televisieserie The Biz waarna hij nog meerdere rollen speelde in televisieseries en films.

## Filmografie

### Films
Uitgezonderd korte films.
- 2015 The Bad Education Movie - als Yo Ho Ho Barman
- 2010 Mo - als Peter Kilfoyle
- 2009 Mid Life Christmas - als Postman
- 2009 The Scouting Book for Boys - als Jim
- 2007 Harry Potter and the Order of the Phoenix - als Groemp
- 2006 The Ruby in the Smoke - als mr. Berry
- 2006 Irish Jam - als Tony McNulty
- 2004 Vanity Fair - als Joseph Sedley
- 2003 Bright Young Things - als Race Steward
- 2003 Ready When You Are Mr. McGill - als Ted
- 2002 Young Arthur - als Aloysius
- 2002 The Intended - als William Jones
- 2002 Revengers Tragedy - als beul
- 2002 Club Le Monde - als Mosh
- 2001 Redemption Road - als portier bij disco
- 2001 My Beautiful Son - als Frank
- 2001 Nice Guy Eddie - als O'Malley
- 2001 Doc Martin - als Billy May
- 2001 Gentlemen's Relish - als manager arbeidsbureau
- 2000 Born Romantic - als Turnkey
- 2000 Honest - als Chopper
- 2000 The Nine Lives of Tomas Katz - als taxichauffeur
- 1999 Sleepy Hollow - als Van Ripper
- 1999 Plunkett & Macleane - als oudere geestelijke
- 1998 A Life for a Life - als Stefan Kiszko

### Televisieseries
Uitgezonderd eenmalige gastrollen.
- 2020-2024 Coronation Street - als George Shuttleworth - 198 afl.
- 2019 Summer of Rockets - als Spearman - 3 afl.
- 2011-2018 Benidorm - als Kenneth - 51 afl.
- 2013-2014 The Job Lot - als Graham Pleck - 12 afl.
- 2013 Blandings - als Cyril Wellbeloved - 3 afl.
- 2009 The Day of the Triffids - als blinde politieagent - 2 afl.
- 2008 Place of Execution - als DS Tommy Clough - 3 afl.
- 2008 Waking the Dead - als Terry Ryan - 2 afl.
- 2007 Doc Martin - als Dave de postbode - 2 afl.
- 2007 The Royal - als Jimmy Beatie - 4 afl.
- 2006 Northern Lights - als Doddy - 2 afl.
- 2003-2004 Eyes Down - als Martin Munroe - 15 afl.
- 2002 Rose and Maloney - als David McVay - 2 afl.
- 2002 Nice Guy Eddie - als O'Malley - 3 afl.
- 2001 Perfect Strangers - als Peter - 3 afl.
- 2001 In a Land of Plenty - als Simon Freeman - 6 afl.
- 2000 Queer as Folk - als homoseksuele man - 2 afl.
- 2000 The Wilsons - als Richard - 6 afl.
- 1997 Underworld - als Gerald - 5 afl.
- 1995 The Biz - als Roy - ? afl.

- Gemeinsame Normdatei: 1061430960
- International Standard Name Identifier: 0000 0004 9413 7533
- Virtual International Authority File: 311621705
- WorldCat: E39PBJd87CRhT7c6t3xfcfkYyd